# Пиетро ди Франческо Ориоли
Пиетро ди Франческо Ориоли или Пиетро ди Франческо дели Ориоли (на италиански: Pietro di Francesco degli Orioli; * 1458, † 9 август 1496, Сиена) е италиански художник от Сиенската школа.
Творчеството му започва активно да се изучава сравнително скоро, преди 25 – 30 години, затова пълното описание на неговите произведения още предстои. Научното общество в продължение на 100 години е увлечено с изучаването на златния век на Сиенската школа – 14 век, но придава малко значение на втората половина на 15 век.

## Биография

### Произход
Пиетро Ориоли е син на Франческо ди Бартоломео и Катерина д'Андреа. Роден е в Сиена и е кръстен там на 24 ноември 1458 г. Принадлежи към семейство часовникари. Прозвището „дели Ориоли“ е придобито от баща му, защото той се грижи за функционирането на обществените часовници в Сиена и в Сан Джиминяно.

### Творчество
Първите му творби, датиращи между края на 1470-те г. и началото на 15 век, го показват доста свързан с културата на Матео ди Джовани – един от най-успешните майстори на сиенската живопис от онова време. Ориоли започва кариерата си в ателието на ди Джовани, при когото работи до 1480 г. Връзката му с твореца се усеща в полиптиха с архаична структура с готически арки, изобразяващ „Мадоната с Младенеца и светии“ в църквата „Св. св. Петър и Павел“ в Буонконвенто, както и в „Рождество“ в църквата „Св. Августин“ в Маса Маритима. Все още близо до Матео ди Джовани са произведения като „Мадоната с Младенеца и два ангела“ (Худ. институт „Стърлинг и Франсин Кларк“, Уилямстаун, Масачузетс) и плочата на Габела от 1483 г. с „Предаването на ключовете от град Сиена на Мадоната“ (Държавен архив на Сиена).
Въпреки силната си връзка с Матео ди Джовани обаче Ориоли веднага проявява голяма независимост и преди всичко необичаен интерес към пространствените изследвания, което го прави уникален случай в домашната му среда. В ателието на Джовани той работи рамо до рамо с Гуидочо Коцарели, чиито картини са трудно разграничавани от тези на Пиетро, понеже авторите им много си приличат по стил. Главната разлика в творчеството на тези двама художници е в това, че Пиетро Ориоли се увлича по модните тогава способи за построяване на пространството в картината с помощта на линейната перспектива. Той е такъв майстор на това, че когато знаменитият сиенски художник и архитект Франческо ди Джорджо трябва правилно да построи живописното пространство на картината, на него му се налага да се обърне към специалист в тази област като Ориоли. 
През 1482 г. той става част от Компанията S. Girolamo sotto le Volte dell'Ospedale – институция, посветена на благотворително дело, с които са свързани и други известни художници на Сиена и в която Ориоли, документирано почти непрекъснато до годината на смъртта му, постоянно заема ръководни позиции. 
Вероятният престой на Ориоли при семейство Да Монтефелтро е между 1485 и 1488 г., когато документалните му следи се губят в Сиена. По-късно, през 1490 г., той все още е „работник“ в салона за беседа на Сан Джироламо (Сиена) и на следващата година участва в решението за изографисване на свода на Ораторий „Сан Бернардин“ над Сан Джироламо“. 
Първото плащане за негова документирана творба датира от 20 август 1489 г. Това е фреска в люнет с „Христос измива нозете на апостолите“ за параклиса „Черетани“ в Баптистерий „Св. Йоан Кръстител“ в Сиена, поръчана от работник на катедралата Алберто Арингиери и дълго време считана за единственото оцеляло произведение на Ориоли.
Около 1490 г. той участва в стенописите в Параклис „Бики“ в църквата „Св. Августин“ в Сиена, където работи като сътрудник на Франческо ди Джорджо, на когото дължим скиците в реален размер на повечето фигури и постановката на двете сцени с „Раждането на Мария“ и „Рождество Христово“. По същото време той изписва фреската „Възнесението Христово“ в базиликата „Сан Бернардино ал'Осерванца“, в която изплуват ярки спомени за Лука Синьорели, присъстващи и в украсата на Параклис „Бики“. 
Малко по-късна е „Посещение и светии“, в която, подобно на съвременната ѝ „Рождество Христово“ от църквата „Св. св. Стефан и Никола“ на замъка „Черето Чамполи“ (сега в Националната галерия на Лондон), се докосва до флорентинската живопис на Филипино Липи; това показва, че Ориоли е винаги възприемчив към новостите на момента и е способен да ги преработи по личен начин. Той използва новаторски прийоми, които впоследствие с успех използва неговият флорентински съвременник и колега Сандро Ботичели: Ориоли прави усилен акцент на обрисуването на контурите на фигурите в своите картини, което им придава особена графическа яснота. Той изписва с яйчна темпера и специалистите отбелязват неговите блестящи способности в тази техника, утвърждавайки, че той е разширил нейните възможности както никой друг по това време.
Плащанията „за боядисване и ремонт“ в Залата на мира на Публичния дворец на Сиена датират от 1492 г. Това е реализация на фреска, изобразяваща илюзорна архитектура с арки и пиластри със силен отпечатък на Симоне Мартини, поставена на стената на стаята с изглед към основния сиенски площад – Кампо, единствената свободна от известния цикъл на Амброджо Лоренцети с „Алегории“ и с „Ефектите на добро и лошото управление“. По този повод Ориоли извършва и реставрация, която включва части от паднала мазилка от Алегориите и Ефектите.
Между 1492 и 1493 г. той е запомнен с неуточнени декоративни ангажименти около главния прозорец на Сиенската катедрала и в параклиса „Сан Ансано“. В същия период, по повод на поръчка, получена вероятно за сватбата, празнувана на 18 януари 1493 г. от Силвио Пиколомини ди Стичано с Батиста ди Нери Плачиди, той сътрудничи заедно с други художници, присъстващи в Сиена - Франческо ди Джорджо, Нерочо де' Ланди, Майсторът на историята за Гризелда и може би Матео ди Джовани, по поредица от пана с герои и героини от древността, изписвайки фигурата на римската поетеса Сулпиция, сега съхранявана в Художествената галерия „Уолтърс“ в Балтимор.

### Смърт
През живота си Ориоли няма голяма слава зад пределите на Сиена, доколкото работи в по-голямата част от живота си в самия град или в неговите покрайнини. Затова когато умира, едва на 37 г., смъртта му остава незабелязана в тосканския художествен свят. Както припомня сиенският ерудит Сиджизмондо Тицио (кр. на 15 век - нач. на 16 век), той умира от чума в Сиена на 9 август 1496 г. 

## Частичен списък на творби

### Религиозни творби
Съхранявани в Италия
- „Христос измива нозете на апостолите“ (Lavanda dei piedi), фреска в люнет, 1489 г. – параклиса „Черетани“ в Баптистерий „Св. Йоан Кръстител“ в Сиенската катедрала; счита се за най-ранната му работа и се е считала за излязла изпод четката на Гуидочо Коцарели;
- Фрески – Базилика дел'Осерванца (Сиена)
- „Мадона и светии“ (Madonna e Santi) – Сиенска катедрала
- „Мадоната с Младенеца, Св. св. Себастин и Рох“ (Madonna col Bambino e i ss. Sebastiano e Rocco) – Капитул на Сиенската катедрала
- Фрески с Франческо ди Джорджо –  Параклис „Бики“ в църквата „Св. Августин“ (Сиена)
- Поклонение на влъхвите със Св. Йоан Кръстител“ (Adorazione dei Pastori con San Giovanni Battista) – Национална пинакотека (Сиена)
- „Възнесение Господне“ (Ascensione di Cristo), ок. 1492 г. – Национална пинакотека (Сиена)
- „Мадоната с Младенеца, два ангела и Св.св. Онофрий и Бартоломей“ (Madonna con Bambino e due angeli e i ss. Onofrio e Bartolomeo), ок. 1480 г.  – Национална пинакотека (Сиена)
- „Посещението на Мадоната и св. св. Архангел Михаил и Франциск“ (Visitazione e i ss. Michele Arcangelo e Francesco ) – Национална пинакотека (Сиена)
- „Мадоната на трон с Младенеца и светии“ (Madonna in trono col Bambino e santi) – църква „Св. св. Петър и Павел“ (Буонконвенто)
- „Рождество със св. св. Бернардин и Антоний от Падуа“ (Natività con i Santi Bernardino da Siena e Antonio da Padova) – Музеен комплекс „Сан Пиетро ал'Орто“ (Маса Маритима)
- „Коронясване на Дева Мария и светии“ (Incoronazione della Vergine e santi), ок. 1490 г. – Колегиална църква „Св. св. Леонард и Касий“ (Сан Кашано дей Бани)
- „Мадоната с Младенеца и два ангела“ (Madonna con il Bambino e due angeli) – Пинакотека „Брера“ (Милано)
- „Светото семейство с четири ангела“ (Sacra Famiglia con quattro angeli) – Фондация „Маняни Рока“ (Мамиано ди Травесетоло), счита се за най-съвършена творба на неговото зряло творчество;
- „Мадоната с младенеца, св. Йероним и Св. Мария Магдалена“ (Madonna con Bambino, san Girolamo e santa Maria Maddalena), ок. 1490 г. – частна колекция (Фототека Дзери, Болоня)
- „Възнесение Богородично“ (Assunzione di Maria), олтарен образ – в различни колекции, основната част е в Колекция „Поуп-Хенеси“ (Флоренция)
- „Рождество“ (Natività), 1494 – 1496 г. – частна колекция

Съхранявани в чужбина
- „Двама светии, проповядващи християнството, пред съдия“ (Deux saints prêchant la foi chrétienne devant un juge) – Музей „Феш“ (Аячо)
- „Мадоната с младенеца и светците Йероним, Бернардин, Екатерина Александрийска и Франциск“ (Madonna con bambino e i Santi Gerolamo, Bernardino, Caterina d’Alessandria e Francesco), ок. 1487 г.  – Ашмолеански музей (Оксфорд)
- Кръщение Господне“ (Battesimo di Gesù) – Музей „Фицуилям“ (Кеймбридж)
- „Поклонение на влъхвите“ (Natività con santi), без точна дата на създаване, но се счита за изписана в последните години от живота му – Национална галерия (Лондон)
- „Мадоната на трона с Младенеца, св. Екатерина Александрийска и два ангела“ (Madonna in trono col Bambino e santi Maria Maddalena e Caterina d’Alessandria e due angeli) – Музей „Фог“, Художествени музеи на Харвардския университет (Кеймбридж, Масачузетс)
- „Мадоната с Младенеца“ (Madonna con Bambino) – Колекция „Самюъл Х. Крес“ на Колеж „Пийбоди“, Худ. галерия на Университет „Вандербилт“ (Нашвил)
- „Мадоната с Младенеца и два ангела“ (Madonna col Bambino e due angeli) – Худ. институт „Стърлинг и Франсин Кларк“ (Уилямстаун, Масачузетс)
- Литургичен кръст (Croce astile), ок. 1480-90 г. – Музей на изкуството „Метрополитън“ (Ню Йорк)

- Някои от религиозните произведения на Пиетро ди Франческо дели Ориоли
- Мадоната на трон с Младенеца и светии, църква „Св. св. Петър и Павел“ (Буонконвенто)
- Мадоната с Младенеца, св. Себастиян и св. Рох (ок. 1485), Музей на религиозното изкуство на Вал д'Арбия, (Буонконвенто).
- Мадоната с Младенеца и светии, Национална пинакотека (Сиена).
- Светото семейство и поклонението на овчарите и Йоан Кръстител, Национална пинакотека (Сиена).
- Измиването на нозете (1489), Параклис „Св. Йоан“ на Сиенската катедрала
- Възнесение Господне, Национална пинакотека (Сиена)
- Фреска, Параклис „Бики“ в църквата „Св. Августин“ (Сиена)
- Рождество със св. св. Бернардин и Антоний от Падуа, Музеен комплекс „Сан Пиетро ал'Орто“ (Маса Маритима)
- Мадоната с младенеца, св. Йероним и Св. Мария Магдалена (ок.1490 г.), частна колекция (Фототека Дзери).
- Рождество (1494- 96), частна колекция.
- Двама светии, проповядващи християнството, пред съдия, Музей „Феш“ (Аячо)
- Кръщение Господне, Музей „Фицуилям“ (Кеймбридж)
- Мадоната на трона с Младенеца, св. Екатерина Александрийска и два ангела, Художествени музеи на Харвардския университет (Кеймбридж, Масачузетс)
- Литургичен кръст, ок. 1480-90 г. – Музей на изкуството „Метрополитън“ (Ню Йорк)

### Алегорични портрети
Освен за чисто религиозни произведения Пиетро Ориоли взема участие в създаването на серия алегорични портрети, въплъщаващи добродетелите, напр. негово е изображението на „Сулпиция“ (Колекция „Уолтърс“, Балтимор). Към известните днес произведения от тази серия се отнасят седем или осем картини, и сред тях е „Клаудия Куинта“ от Нерочо де Ланди, „Юдит“ от Матео ди Джовани и „Артемизия“ от анонимен сиенски художник, условно наричан Майстор на историята за Гризелда.

### Значение на творчеството
Изкуството на Пиетро Ориоли отразява тосканските художествени вкусове на 1470—1480-те години. У него се забелязва влиянието на най-ярките художници Андреа Верокио, Доменико Гирландайо, Сандро Ботичели, Лоренцо ди Креди, като ролята на Ориоли в движението на художествените идеи на тази епоха не следва да се подценява. Въпреки увлечението по флорентинския натурализъм той остава типичен сиенски художник и готическата експресия у него понякога прозира и през ренесансовия гланц.